# Rebreuve-sur-Canche
Rebreuve-sur-Canche là một xã trong tỉnh Pas-de-Calais, vùng Hauts-de-France, Pháp.

## Địa lý
Rebreuve-sur-Canche nằm bên hai bờ sông Canche, 19 dặm (31 km) phía tây Arras, tại giao lộ của các tuyến đường D84 và D339.

## Dân số
| 1962                                                              | 1968 | 1975 | 1982 | 1990 | 1999 | 2006 |
| ----------------------------------------------------------------- | ---- | ---- | ---- | ---- | ---- | ---- |
| 220                                                               | 230  | 176  | 183  | 199  | 180  | 218  |
| Số liệu điều tra dân số tính từ năm 1962, dân số chỉ tính một lần |      |      |      |      |      |      |

## Địa điểm nổi bật
- Nhà thờ St.Vaast, thế kỷ 16.
- An 18th century manor house.